# Monès Chéry
Monès Chéry (Les Gonaïves, 2 dicembre 1981) è un ex calciatore haitiano, di ruolo centrocampista.

## Carriera

### Club
Comincia a giocare al Roulado. Nel 2003 passa al Racing Club Haïtien. Nel 2004 si trasferisce al Don Bosco. Nel 2007 torna al Racing Club Haïtien, in cui milita fino al 2008. Nel 2008 viene acquistato dall'Aiglon du Lamentin.

### Nazionale
Ha debuttato in Nazionale nel 2003. Ha partecipato, con la Nazionale, alla Gold Cup 2007 e alla Gold Cup 2009. Ha collezionato in totale, con la maglia della Nazionale, 51 presenze e 6 reti.